# Латыши (Краснодарский край)
Латыши — хутор в Тихорецком районе Краснодарского края России.
Входит в состав Братского сельского поселения.

## История
По переписи 1926 года на хуторе Латышский проживал 81 человек, в том числе 70 латышей и 11 великороссов.

## Население
| 2002 | 2010 |
| ---- | ---- |
| 169  | ↘140 |

## Улицы
На хуторе имеется одна улица: Центральная.